# Masao Maruyama
Masao Maruyama (丸山 政男, Maruyama Masao) (13 de setembro de 1889 - 11 de novembro de 1957), foi um tenente-general e comandante da 2ª Divisão durante a Segunda Guerra Mundial.

## Biografia
Maruyama era nativo da Prefeitura de Nagano e  graduado da classe 23 da Academia do Exército Imperial Japonês em 1911 e da classe 31 do Escola militar Imperial Japonesa em 1919. Ele foi adido militar no Reino Unido de 1923 a 1925, e  na Índia Britânica de 1.929 a 1930. Em seu retorno ao Japão, foi designado para o Estado-Maior do Exército Imperial japonês, encarregado da inteligência militar  britânica e americana. Ele voltou para a Inglaterra de 1934 a 1935, sendo designado para a embaixada japonesa em Londres.
Depois de sua promoção a coronel em 1935, Maruyama retornou ao Estado-Maior, em Tóquio. De 1937-1938, foi comandante do IV Regimento dos Guardas Imperiais. Ele era comandante de campo em julho de 1937, no início da Segunda Guerra Sino-Japonesa. Em 15 de Julho de 1938 ele foi promovido a major-general , e lhe foi atribuído o comando da Brigada de Infantaria IJA 6.
Como tenente-general e comandante da 2 ª Divisão IJA , Maruyama e sua divisão foram mobilizados para Guadalcanal de setembro e outubro de 1942, em resposta aos desembarques aliados na ilha. Durante a Batalha de Guadalcanal, Maruyama liderou as tropas durante as batalhas de Matanikau e na subsequente Batalha de Henderson Field, em que as tropas japonesas foram derrotadas.
Em fevereiro de 1943, Maruyama e os sobreviventes da sua divisão foram evacuados de Guadalcanal. Ele aposentou-se do serviço ativo em 1944, falecendo em 11 de novembro de 1957.

## Nota
- Este artigo foi inicialmente traduzido, total ou parcialmente, do artigo da Wikipédia em inglês cujo título é «Masao Maruyama (Japanese Army officer)».